# Jean-François Lamour

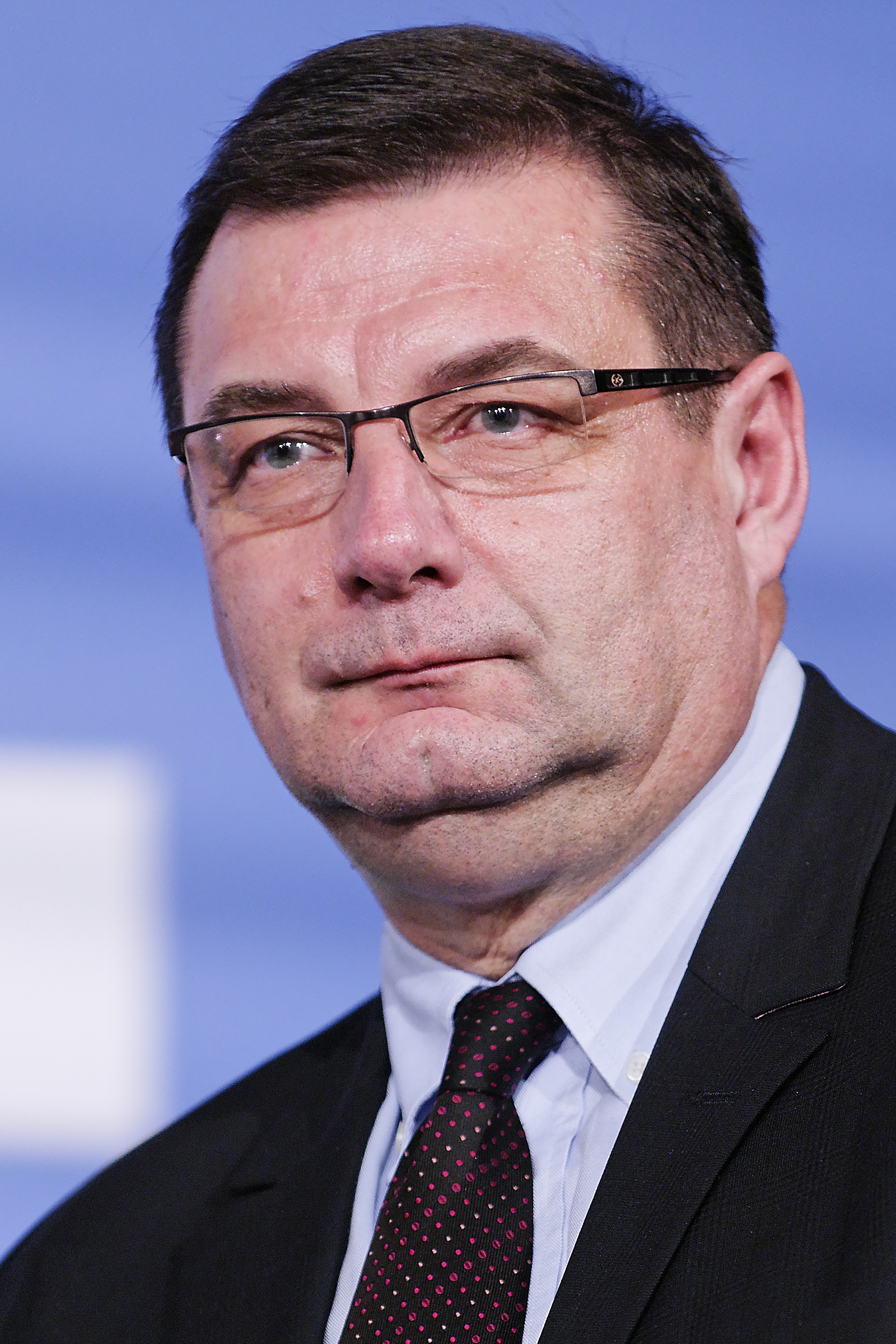
Jean-François Lamour

Jean-François Lamour (* 2. Februar 1956 in Paris) ist ein ehemaliger französischer Fechter und ehemaliger Sportminister. Er gewann bei den Olympischen Spielen 1984 und 1988 die Goldmedaille im Säbel-Einzel.
Lamour begann 1963 in Paris beim Fechtmeister Augustin Parent mit dem Sport. Bei den Olympischen Spielen 1980 schied Lamour in der zweiten Runde aus. Er war der einzige französische Fechter der 1980 ohne Medaille blieb. Bei den Olympischen Spielen 1984 siegte Lamour im Säbel-Einzel im Finale gegen den Italiener Mario Marin. Im Mannschaftswettbewerb erreichte Lamour mit der französischen Equipe ebenfalls das Finale, unterlag aber dort der italienischen Mannschaft um Marin.
1986 gewann Lamour bei den Weltmeisterschaften in Sofia Bronze im Einzel. Bei den Fechtweltmeisterschaften 1987 gewann Lamour den Titel im Einzel und Bronze mit der Mannschaft. 1988 in Seoul gewann Lamour den Olympischen Einzelwettbewerb gegen den Polen Janusz Olech. Die französische Mannschaft erreichte das Finale um Bronze und verlor gegen die Italiener. Im selben Jahr wurde er von der Sportzeitung L’Équipe zu Frankreichs Sportler des Jahres („Champion des champions“) gewählt.
1989 bei den Fechtweltmeisterschaften gewann Lamour Bronze mit der Mannschaft. Bei den Olympischen Spielen 1992 in Barcelona gewann Lamour noch einmal zwei Bronzemedaillen im Einzel und mit der Mannschaft. Lamour gewann von 1977 bis 1992 insgesamt 13 französische Meistertitel.
Nach seiner sportlichen Karriere wechselte der gelernte Physiotherapeut in die französische Politik. Bis 1995 war er Berater des Bürgermeisters von Paris. Von 1995 bis 2002 war er Referent für Jugend und Sport beim französischen Präsidenten. Von 2002 bis 2004 bekleidete Lamour das Amt des Sportministers, ab 2004 bis zum Mai 2007 war er Minister für Jugend und Sport. Seit 2007 ist er Abgeordneter der UMP in der französischen Nationalversammlung.